# 아바촌 (오카야마현)
아바촌(阿波村)은 오카야마현 북부 도마타군에 위치했고, 돗토리현과 접했던 촌이다. 현재는 쓰야마 시에 편입되어 쓰야 시 아와 지구가 되었고, 촌사무소는 쓰야마 시청 아와 출장소가 되었다. 새로운 정보에 대해서는 쓰야마시 아와 지구의 항목을 참조.

## 지리
촌 지역의 대부분이 산림이며, 주 산업은 농업·임업으로 이루어져 있었으며, 과소화가 진행되어 인구는 현저히 적었다.

## 역사
- 1872년 - 5구미가 합병해 아바촌이 되었다.
- 1889년 - 정촌제 시행에 의해 아바촌이 되었다.
- 2005년 2월 28일 - 도마타군, 가모정, 구메군, 구메정, 가쓰타군 쇼보쿠정과 함께 쓰야마시에 편입되어 소멸하였다.

## 교통

### 도로
- 오카야마현도 제117호선
- 오카야마현도 제118호선
- 오카야마현도 제303호선